# 히라카타시역
히라카타시역(일본어: 枚方市駅)은 일본 오사카부 히라카타시에 위치한 게이한 전기철도의 역이다. 쾌속 특급과 구즈하 역 출발의 라이너를 제외한 전 열차가 정차한다. 역 번호는 KH21이다.

## 이용 가능 철도 노선
- 게이한 전기철도
  - 게이한 본선
  - 가타노 선 - 출발역

## 역사
1910년의 개통 당시에는 히라카타 숙소의 오사카 방향에 있는 현, 히라카타코엔 역이 히라카타역을 자처하며 본 역은 히라카타히가시구치역이었다. 그 후, 본 역이 히라카타 시의 중심역이 되면서 1949년에 역명이 변경되었다. 이 때, 구 히라카타 역과의 혼동을 피할 목적으로 히라카타시역이 되었다. 현재 게이한 전기철도가 영업하고 있다 "~시 역"에서는 가장 역사가 오래된 역이다. 또한, 게이한에서의 "~시 역"의 제1호는 회사 분리 이전의 신케이한 선(현, 한큐 교토 본선) 다카쓰키시 역이다.
태평양 전쟁 후에는 승하차 인원 증가가 나타나고 1955년에 1일 평균 18383명에서 1959년에는 1일 평균 29344명으로 약 60% 증가했다. 그 후, 1960 ~ 1970년대는 가오리 단지를 비롯한 택지 개발로 승강객 수는 급증했다.
또, 자동차의 보급이나 열차 편수 증가로 역 주변에는 열리지 않는 건널목 문제가 표면화되면서 역 고가화(연속 입체 교차 사업)이 계획되었다. 역 고가화 사업은 1978년 12월에 착공, 1988년 5월에 상행선(교토행)이 고가화되었다. 이어서, 1990년 3월에 하행선(오사카행)이 1991년 6월에 가타노 선이 단선 고가화, 1992년 11월에 복선 고가화되었다. 이후, 부대 공사를 계속 1993년 3월 25일에 고가화 공사가 준공되었다.
1980년 2월 20일 밤, 본 역과 고텐야마 역 사이에 통칭 "이소시마 곡선"에서 발생한 게이한 전철 치석 탈선 사고에서는 복구에 다음 날 21일 오후까지 진행되었다.. 복구일, 요도야바시 역 ~ 본 역 간 회차 운전, 특급은 21일 출발 열차부터 운휴되었다. 운휴 중에는 구즈하 역과 본 역 사이에서 버스의 대체 수송이 실시되었다.
1997년에는 아침 러시아워의 하행 특급이, 또한 2003년에는 모든 특급 열차가 본 역에 정차하게 되고, 편리성이 향상되었다. 이어 2011년에는 쾌속 특급이 폐지되면서 낙악의 정기 운전 개시되고 2016년까지 본 역은 모든 정기 영업 열차가 정차하는 역이 되었다.

### 연표
- 1910년 4월 15일: 게이한 본선 개통과 동시에 히라카타히가시구치역 설치.
- 1916년 4월 1일: 급행 정차역이 됨.
- 1917년
  - 9월: 상가 개축, 조차 이전.
  - 10월 1일: 다이쇼 홍수 피해로 본 역에서 교토 방향에 불통, 14일 요도 역까지 개통[4].
- 1929년
  - 7월 10일: 시기이코마 전철 히라카타 선(현, 게이한 가타노 선)개업.
  - 8월 27일: 역 이전.
- 1939년
  - 3월 1일: 육군 화약고의 폭발 사고로 고리엔 역 ~ 구즈하 역 구간이 불통, 3월 6일 역 사용 재개.
  - 5월 1일: 노선 양도로 인한 시기이코마 전철 히라카타 선의 역은 가타노 전기철도 역이 됨.
- 1943년 10월 1일: 회사 합병으로 게이한 본선의 역은 게이한신 급행전철 역이 됨.
- 1945년 5월 1일: 회사 합병으로 가타노 전기철도의 역이 게이한신 급행전철의 역에 통합됨.
- 1949년
  - 10월 1일: 히라카타시역로 역명 변경.
  - 12월 1일: 회사 분리에 의한 게이한 전기철도의 역이 됨.
- 1959년
  - 4월 25일: 게이항선 하행 승강장과 가타노선 승강장 사이 육교 준공.
  - 10월 5일: 상하행 승강장 사이 과선교 준공.
- 1963년 5월 9일: 기타구치 신설, 사용 개시.
- 1965년 6월 15일: 남쪽 출입구에 게이한 히라카타 안내소 개설.
- 1969년 3월: 건널목 집중 제어 장치 중앙 장치 설치[5].
- 1972년 3월 5일: 상행선 2번 선을 주로 본선 1번 선을 부본선으로 변경.
- 1975년 3월 20일: 동쪽 출입구 개찰구 신설, 사용 개시.
- 1978년 12월: 히라카타시 역과 그 주변의 고가화 사업 착공.
- 1980년
  - 2월 20일: 본 역 ~ 고텐야마 역간 "이소시마 곡선"에서 게이한 전철 치석 사고 발생.
  - 4월 20일: 가타노 선 히라카타시 ~ 미야노사카 역간 일부 고가 공사에 따라 임시 노선으로 이설.
- 1981년 4월 5일: 역 구내의 가타노 선 선로 이전, 사용 개시.
- 1988년 5월 28일: 게이한 본선 상행선이 고가역이 됨. 현역사 부분 사용 개시.
- 1990년
  - 3월 24일: 게이한 본선 하행선이 고가역이 됨. 또한, 히라카타코엔 ~ 히라카타시 역간 지상선은 가타노 선과의 연결선으로 단선으로 남김.
  - 7월: 게이한 선의 상하행 각 승강장의 대합실에 냉방 설치[6].
- 1991년 6월 1일: 가타노 선 단선 고가화에 의하여 가타노 선 승강장이 고가로 이전됨. 역 주변의 건널목 완전 제거.
- 1992년 11월 28일: 가타노 선 복선 고가화.
- 1993년
  - 3월 25일: 게이한 본선과 가타노 선 연속 입체 교차 사업에 의한 고가 공사가 완성됨.
  - 9월 5일: 중앙 개찰구의 개량 공사 준공[7].
- 1994년
  - 6월 10일: 히라카타시 역 고가시타에 "게이한 서비스 코어"가 오픈.
  - 10월 1일: "게이한 스테이션 몰" 그랜드 오픈. "게이한 디 스토어 히라카타점", "게이한 백화점 히라카타점" 영업 개시.
- 1995년 4월 28일: 스테이션 몰에 "엘 히라카타 식유관" 영업 개시.
- 1996년 12월 9일: 제3회 "오사카 지사상"을 수상.
- 1997년 3월 22일: 평일 아침 러시아워의 요도야바시 행만 특급이 정차하게 됨(데마치야나기 행은 계속 전 열차 통과).
- 1998년 3월 16일: 승강장 이상 통보 장치 설치[8].
- 2001년 9월 21일: 제2회 긴키의 역 백선에 선정됨.
- 2003년 9월 6일: 특급 종일 정차역이 된다. 평일 낮 시간대 외에 새로 설정된 K특급에 대해서는 과거의 특급과 마찬가지로 아침 러시아워의 요도야바시 행만 정차하게 된다(단, 2008년 10월 개정에 의하여 요도야바시 행 K특급은 특급으로 격하되어 소멸됨).
- 2004년 4월 13일: 역 구내에 교토 은행의 ATM설치, 운용 개시[9].
- 2006년 1월 30일: AED를 설치함(간사이 의과 대학 부속 고리 병원으로부터 기증).
- 2007년 9월 22일: 가타노 선 원맨 운전 개시.
- 2010년 4월 27일: 역전의 상업 시설 "비오르네"와 역을 연결하는 연결 통로, 육교가 완성됨[10].
- 2012년 4월: 중앙 개찰구 옆 화장실의 리뉴얼 공사 준공[11].
- 2015년 11월 16일: 3번 승강장과 5번 승강장 밑에 발목 등을 설치, 사용 개시[12].
- 2016년
  - 3월 15일: 사고 정보 등을 실시간으로 알리는 "여객 안내 장치" 설치[13].
  - 3월 19일: 이 날의 다이아 개정으로 그 동안 본선에서 낮에 운행되었던 나카노시마 ~ 데마치야나기간의 보통 열차의 운행 구간은 당역으로 축소되고, 주간 급행이 폐지된 관계로 본 역에서 교토 방면은 낮에는 준급과 특급만 운용 개시.

## 역 구조
게이한에서 유일하게 섬식 승강장 3면 6선의 플랫폼을 갖고 고가역에서 대피 설비를 갖는다. 기본적으로 북쪽 2면 4선이 게이한 본선용, 남쪽 1면 2선이 가타노 선용이다.
개찰구는 오사카 방향의 중앙 개찰구와 교토 방향의 동쪽 개찰구 2곳이다. 중앙 개찰구에는 "게이한 인포 스테이션"도 있고 널찍하게 역이 지어졌다. 외장도 도시적 디자인이다. 또, 게이한 백화점을 핵으로 하는 쇼핑몰인 게이한 히라카타 스테이션 몰이 역 구내에 존재한다.

### 승강장
| 번호 | 노선          | 방향 | 행선                                                                |
| ---- | ------------- | ---- | ------------------------------------------------------------------- |
| 1・2 | ■ 게이한 본선 | 상행 | 주쇼지마・산조・데마치야나기 방면                                   |
| 3・4 | ■ 게이한 본선 | 하행 | 모리구치시・교바시・요도야바시・나카노시마 선 방면                  |
| 5    | ■ 가타노 선   |      | 가타노시・기사이치 방면                                             |
| 5    | ■ 게이한 본선 | 하행 | 모리구치시・교바시・요도야바시・나카노시마 선 방면 (일부 출발 열차) |
| 6    | ■ 가타노 선   |      | 가타노시・기사이치 방면                                             |

- 게이한 본선 승강장은 외측 2선(1,4번 선)이 주로 본선, 내측 2선(2,3호선)이 대피선이다.
- 1 ~ 5번 선은 8량 편성, 6번 선은 5량 편성(설계 상으로 7년)까지 정차 가능하다. 게이한 본선 승강장은 내측의 2선(2,3호선)이 대피선이다. 회차용의 인상선도 1개 있다.
- 가타노 선 5번 승강장은 요도야바시 방향에서 선로가 게이한 본선과 연결되어 있고, 가타노 선 열차뿐만 아니라 요도야바시 방면으로의 회차 열차 2개도 사용한다[14]. 한편, 6번 승강장은 막다르게 되어 있고, 가타노 선내 회차 열차만 사용한다. 2011년 5월의 다이아 개정까지 가타노 선은 러시아워를 제외한 6번 선만을 사용하고 있다가 개정 이후에는 5,6번 선을 번갈아 사용하고 있다. 2016년 3월 26일 개정 이후에는 다시 6번 선만을 사용하게 되었다.
- 3번 선은 교바시 입선에도 대응하고 있다. 회송 열차에서 입선하고 다시 영업이 된 열차의 일부가 사용되고 있다.
- 이 역에 정차하는 아침 러시아워의 하행선 일부 특급과 통근 쾌속급, 쾌속 급행은 본래 대피선인 3번 선에 발착한다. 이 경우 대피하는 열차는 4번 선에서 대피하게 된다.
- 3번 선에 정차하는 아침 러시아워의 일부 통근 준급, 준급은 완급 접속 없음으로 발차하는 열차가 존재한다.
- 본선의 교토 방향에 바로 회신용 인상선이 있지만 2,3번 선에만 통하지 않고 있다. 당역 시,종착 열차는 원칙적으로 2,3번 선을 사용하지만 회차 없이 회송 열차 사이에서 종별을 변경하는 경우에는 그러하지 않는다.

## 이용 현황
| 연도별 1일 평균 하차 승차 인원 | 연도별 1일 평균 하차 승차 인원 | 연도별 1일 평균 하차 승차 인원 | 연도별 1일 평균 하차 승차 인원 |
| 연도                           | 특정일                         | 특정일                         | 특정일                         |
| 연도                           | 조사일                         | 하차 인원                      | 승차 인원                      |
| ------------------------------ | ------------------------------ | ------------------------------ | ------------------------------ |
| 1990년                         | 11/6                           | 90,136                         | 44,138                         |
| 1991년                         | -                              | -                              | -                              |
| 1992년                         | 11/10                          | 92,792                         | 45,229                         |
| 1993년                         | -                              | -                              | -                              |
| 1994년                         | -                              | -                              | -                              |
| 1995년                         | 11/21                          | 97,014                         | 46,611                         |
| 1996년                         | -                              | -                              | -                              |
| 1997년                         | -                              | -                              | -                              |
| 1998년                         | 11/10                          | 87,346                         | 43,585                         |
| 1999년                         | -                              | -                              | -                              |
| 2000년                         | 11/7                           | 86,944                         | 42,790                         |
| 2001년                         | -                              | -                              | -                              |
| 2002년                         | 12/10                          | 86,647                         | 42,820                         |
| 2003년                         | 10/28                          | 89,755                         | 44,406                         |
| 2004년                         | 11/9                           | 89,964                         | 44,669                         |
| 2005년                         | 11/8                           | 88,822                         | 44,246                         |
| 2006년                         | 11/7                           | 91,512                         | 45,564                         |
| 2007년                         | 11/13                          | 91,824                         | 45,611                         |
| 2008년                         | 11/11                          | 89,849                         | 44,676                         |
| 2009년                         | 11/10                          | 93,198                         | 46,432                         |
| 2010년                         | 11/9                           | 98,919                         | 45,641                         |
| 2011년                         | 11/1                           | 90,849                         | 45,155                         |
| 2012년                         | 10/31                          | 90,322                         | 44,887                         |
| 2013년                         | 11/12                          | 90,965                         | 45,271                         |
| 2014년                         | 11/11                          | 91,363                         | 45,434                         |
| 2015년                         | 11/10                          | 92,367                         | 46,438                         |

## 역 주변
- 히라카타 시청
- 히라카타 시 종합 복지회관
- 오사카 부 히라카타 토목 사무소
- 히라카타 간이 재판소
- 게이한 전기 철도 히라카타 사무소
- 간사이 외국어 대학
- 간사이 의과 대학
- 간사이 의과 대학 부속 병원
- 아마노 강

## 인접역
| 게이한 전기철도 ■ 게이한 본선     | 게이한 전기철도 ■ 게이한 본선                                    | 게이한 전기철도 ■ 게이한 본선   |
| --------------------------------- | ---------------------------------------------------------------- | ------------------------------- |
| KH04 교바시 요도야바시 방면       | ■ 특급                                                           | 구즈하 KH24 데마치야나기 방면   |
| KH18 고리엔 요도야바시 방면       | ■ 통근 쾌속 (평일 하행 운전) ■ 쾌속 급행 ■ 심야 급행 (상행 운전) | 구즈하 KH24 데마치야나기 방면   |
| KH20 히라카타코엔 요도야바시 방면 | ■ 급행                                                           | 구즈하 KH24 데마치야나기 방면   |
| KH20 히라카타코엔 요도야바시 방면 | ■ 통근 준특급 (평일 하행 운전) ■ 준특급 ■ 구간 급행 ■ 보통       | 고텐야마 KH22 데마치야나기 방면 |
| 게이한 전기철도 ■ 가타노 선       |                                                                  |                                 |
| 시·종착역                         |                                                                  | 미야노사카 KH61 기사이치 방면   |